# Битва при Скра-ди-Леген
Битва при Скра-ди-Леген (болг. Битка при Яребична) — сражение Первой мировой войны, проходившее 29—31 мая 1918 года на Салоникском фронте между союзными (греческие и французские части) и болгарскими войсками. Завершилось победой войск Антанты.

## Битва
Болгарская армия имела укреплённые оборонительные позиции на реке Скра в районе сегодняшнего греческого нома Килкис и создавала проблемы союзным войскам западнее реки Аксьос (Вардар). В мае 1918 года союзное командование на Салоникском фронте приняло решение провести наступательную операцию с целью захватить болгарские позиции у Скра. Для операции были выделены 5 греческих полков: 5-й и 6-й из дивизии Архипелага под командованием генерала Э. Иоанну, 7-й и 8-й из дивизии Крита под командованием генерала П. Спилиадиса, и 1-й полк из дивизии Серре под командованием генерала Эпаминондаса Зимвракакиса, плюс 1 французская бригада, возглавил наступление генерал Эммануил Зимвракакис.
Болгары располагали двумя полками.
16 июля шла артподготовка, и 17 июля греческая пехота пошла в атаку.
В результате боёв, длившихся 2 дня, греческим войскам удалось занять позиции, которые ранее контролировались болгарскими войсками.
Греческие источники говорят о 2 тыс. пленных болгар и о 40 трофейных орудиях. Операция у Скра показала боевую готовность и силу греческой армии перед решающими наступлениями на Салоникском фронте.
Учитывая также, что в марте 1917 г. 122-я французская дивизия не смогла прорвать эту укреплённую линию длиной в 12 км и глубиной 2 км, можно объяснить оценку, данную французским командующим Гийома греческой пехоте: «это пехота несравненного мужества и исключительного наступательного духа».